# Lithacodia furcata
Lithacodia furcata là một loài bướm đêm trong họ Noctuidae.